# Elcaribe bahamaensis
Elcaribe bahamaensis är en tvåvingeart som beskrevs av Webb 2006. Elcaribe bahamaensis ingår i släktet Elcaribe och familjen stilettflugor.
Artens utbredningsområde är Bahamas. Inga underarter finns listade i Catalogue of Life.